# Mythimna fuliginosa
Mythimna fuliginosa är en fjärilsart som beskrevs av George Francis Hampson 1905. Mythimna fuliginosa ingår i släktet Mythimna och familjen nattflyn. Inga underarter finns listade i Catalogue of Life.